# 德米亚尼夫·拉斯

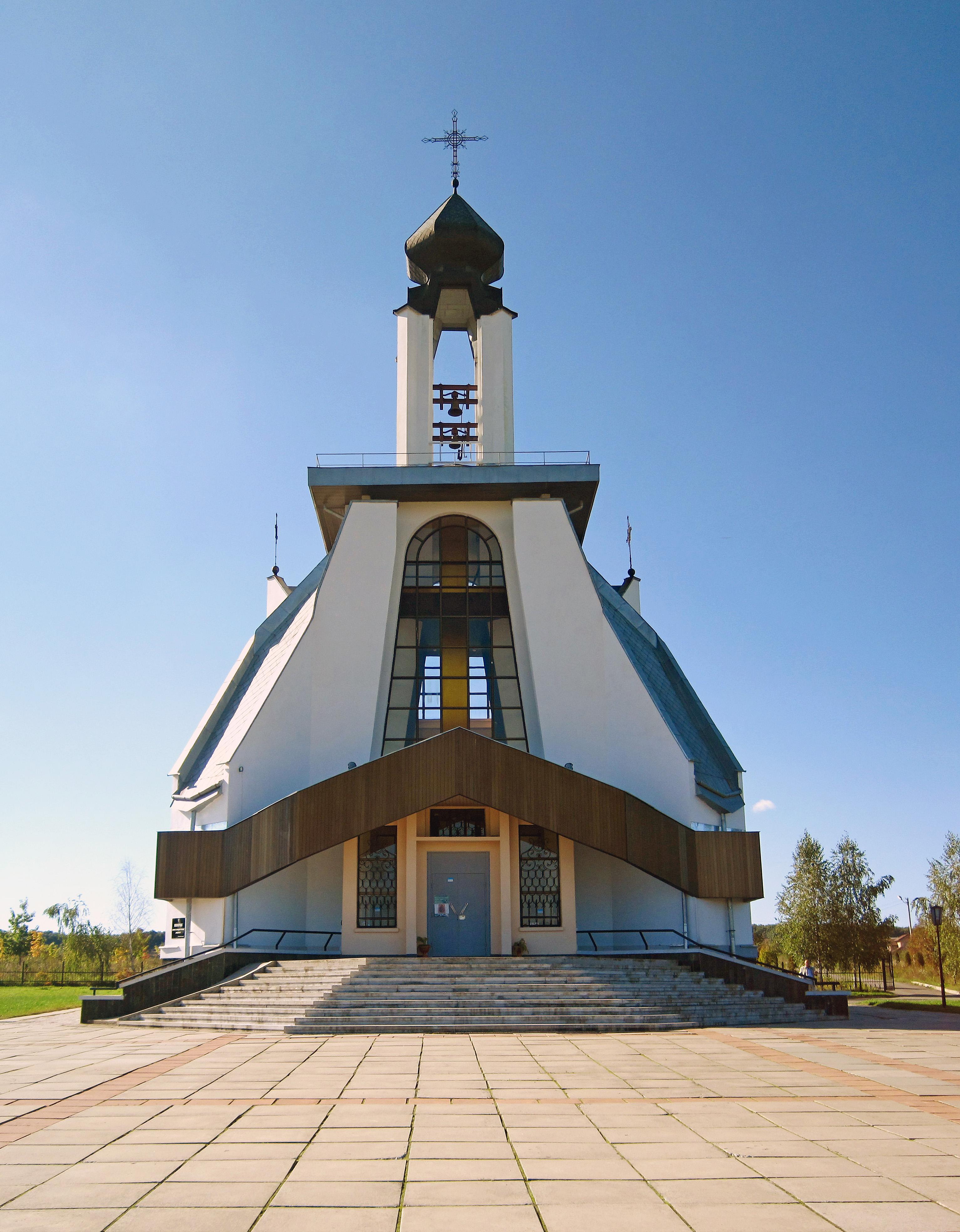
德米亞尼夫·拉斯紀念館

德米亚尼夫·拉斯（烏克蘭語：Дем'янів Лаз）是蘇聯入侵波蘭后，苏方在伊万诺-弗兰科夫斯克開挖的一個墳地，蘇方在這裡埋葬了大量被不经法律程序处决的受害者的尸体，这里因此成为了一处万人冢。在城外的一座小峡谷里，內務人民委員部先逼迫犯人们自行挖掘合葬墓坑，之后将他们全部枪决。